# OASA
OASA ou Athens urban transport organisation (en grec moderne : ΟΑΣΑ ΑΕ ou Οργανισμός Αστικών Συγκοινωνιών Αθηνών ΑΕ) est une société anonyme grecque, responsable de toutes les formes de transport en commun dans l'agglomération d'Athènes.

## Histoire
La société OASA est créée en 1993 par l'État grec qui en est l'unique actionnaire. 
Les statuts sont modifiés en 1996, par un décret ministériel, afin d'être conforme à la nouvelle loi (2414/96) sur la modernisation des transports en commun urbains. En 1998, la loi 2669/98 précise l'organisation des transports de la zone géographique englobant Athènes/Le Pirée et leurs agglomérations. OASA est responsable de l'ensemble des types de transports publics, qu'ils soient aériens ou souterrains. Les entreprises d'exploitation sont ses filiales.
En 2011, les entreprises d'exploitations sont fusionnées en deux filiales d'OASA : OSY SA, qui exploite les transports en commun routiers, et STASY SA qui exploite ceux du domaine ferroviaire, notamment le métro et le tramway.